# Religiøs kærlighed
Religiøs kærlighed er en bibelsk defineret broderlig kærlighed som evangelisten Johannes skriver om i sine breve: "Elsk jeres brødre", og med brødre menes dem man har fællesskab med i troen på Jesus. Kærligheden i denne sammenhæng er henviser ikke nødvendigvis til følelser men henviser til handlinger overfor kærlighedens objekt. handlinger som omsorg, tilgivelse mm.
Argumentet for denne kærlighed er at Jesus har elsket først, så de troende skylder at vise kærlighed til dem Jesus elsker.